# Eric Mobley
Pour les articles homonymes, voir Mobley.
Eric Mobley, né le 1er février 1970 dans le Bronx à New York et mort le 2 juin 2021, est un joueur américain de basket-ball. Il évolue au poste de pivot.

## Biographie
Il est sélectionné par les Bucks de Milwaukee au premier tour (18e choix au total) de la draft 1994 de la NBA. Mobley dispute trois saisons NBA pour les Bucks et les Grizzlies de Vancouver. Au cours de cette carrière, Mobley joue 113 matchs et ses moyennes sont de 3,9 points, 3,1 rebonds, 0,5 passe décisive, 0,2 interception et 0,5 contre par rencontre. Sa mort est annoncée en juin 2021.